# Золотилово (Вазузское сельское поселение)
Золотилово — деревня в Зубцовском районе Тверской области, входит в состав Вазузского сельского поселения.

## География
Деревня расположена на правом берегу реки Вазуза в 17 км на юг от районного центра Зубцова. 

## История
В XIV веке близ села располагался город Березуеск, центр удельного Березуйского княжества, вотчина князей Березуйских.
В 1793 году на погосте Большой (Молодой) Березуй близ деревни была построена каменная Казанская церковь с 3 престолами.
В конце XIX — начале XX века деревня вместе с погостом входила в состав Коробинской волости Зубцовского уезда Тверской губернии. 
С 1929 года деревня входила в состав Карамзинского сельсовета Зубцовского района Ржевского округа Западной области, с 1935 года — в составе Калининской области, с 1994 года — в составе Карамзинского сельского округа, с 2005 года — в составе Вазузского сельского поселения.

## Население
| 1859 | 2002 | 2010 |
| ---- | ---- | ---- |
| 94   | ↘38  | ↘10  |

## Достопримечательности
В на погосте Большой Березуй расположена недействующая Церковь Казанской иконы Божией Матери (1793).